# O Império dos Bichos
O Império dos Bichos é um romance ecológico infanto-juvenil de Miguel M. Abrahão publicado em 1984 no Brasil.

## Sinopse
O Império dos Bichos é uma sátira elaborada da globalização e seus efeitos sobre os movimentos sociais, o poder e os indivíduos, além de uma incisiva crítica às diversas formas de ditaduras  presentes na história da humanidade.
O galinho Xoco, aluno avançado da escola de dona coruja, ao tornar-se conhecido cantor popular do País dos Bichos, compromete-se, através de sua música, em denunciar a corrupção, os desmandos e a miséria do reino, ao mesmo tempo em que divulga a mensagem: É proibido proibir.
Governado a antanhos pela dinastia dos Onça, o País dos Bichos se encontra, agora, sob o comando de Madame Onça Pintada I - fútil e ávida colecionadora de sapatos confeccionados a base de peles animais - que controla o estado por meio da manipulação da mídia, alienação, rigidez, ignorância, dispersão, teimosia, além de submeter-se aos caprichos do poderoso Reino vizinho do Comendador Puma,- felino que exercia a hegemonia por todo o continente.
A história começa quando Xoco, censurado e na cadeia, descobre os planos da títere para entregar aos castores madeireiros, comparsas do comendador, a reserva ambiental de Coelhândia, o que traria uma catástrofe ecológica e mais sofrimento ao triste país. Movido pelo idealismo e decidido a impedi-la, o galinho e um bravo grupo de animais, aliando-se aos moradores da reserva, resistem bravamente à falácia do progresso prometido. Contudo, logo fica claro que não será apenas um pequeno conflito armado local que Puma planeja para o País dos Bichos. Seus planos são muito mais terríveis...